# Vanilla (chi thực vật)
Vanilla là một chi thực vật có hoa trong họ Lan.

## Hình ảnh

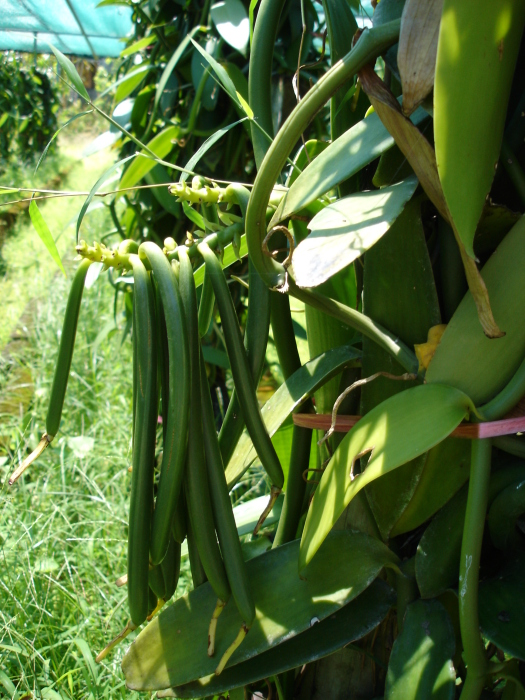
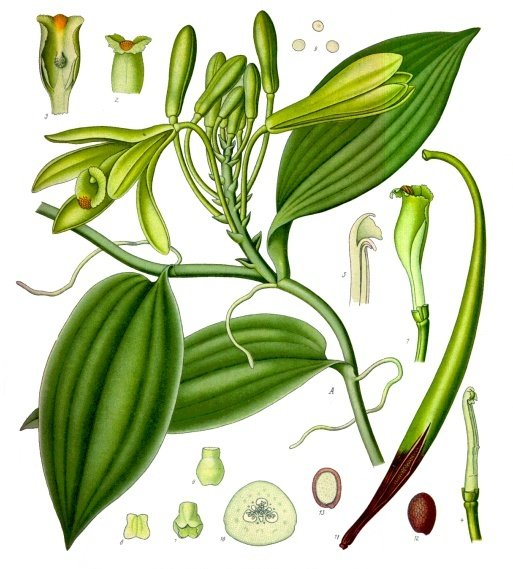
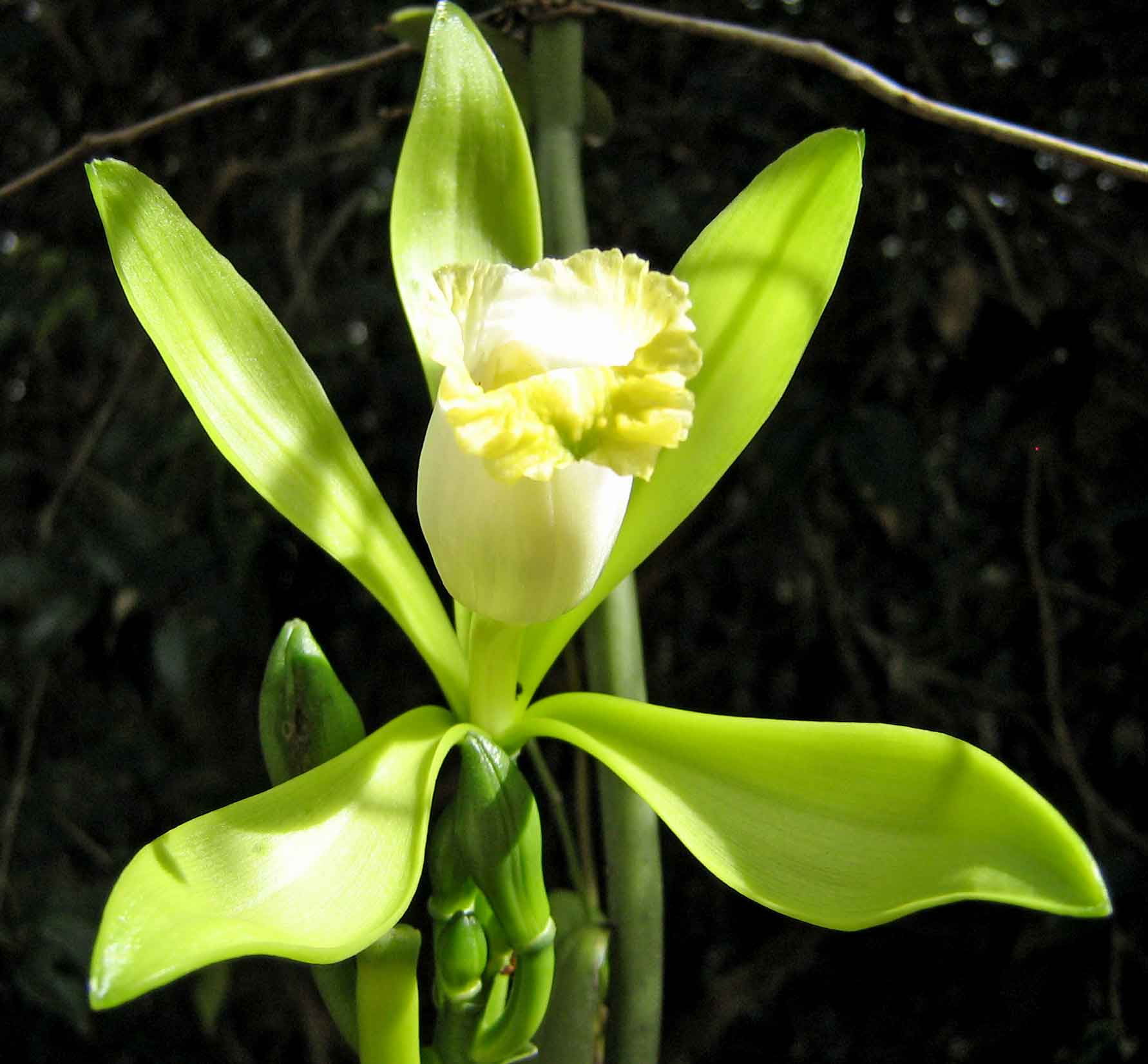
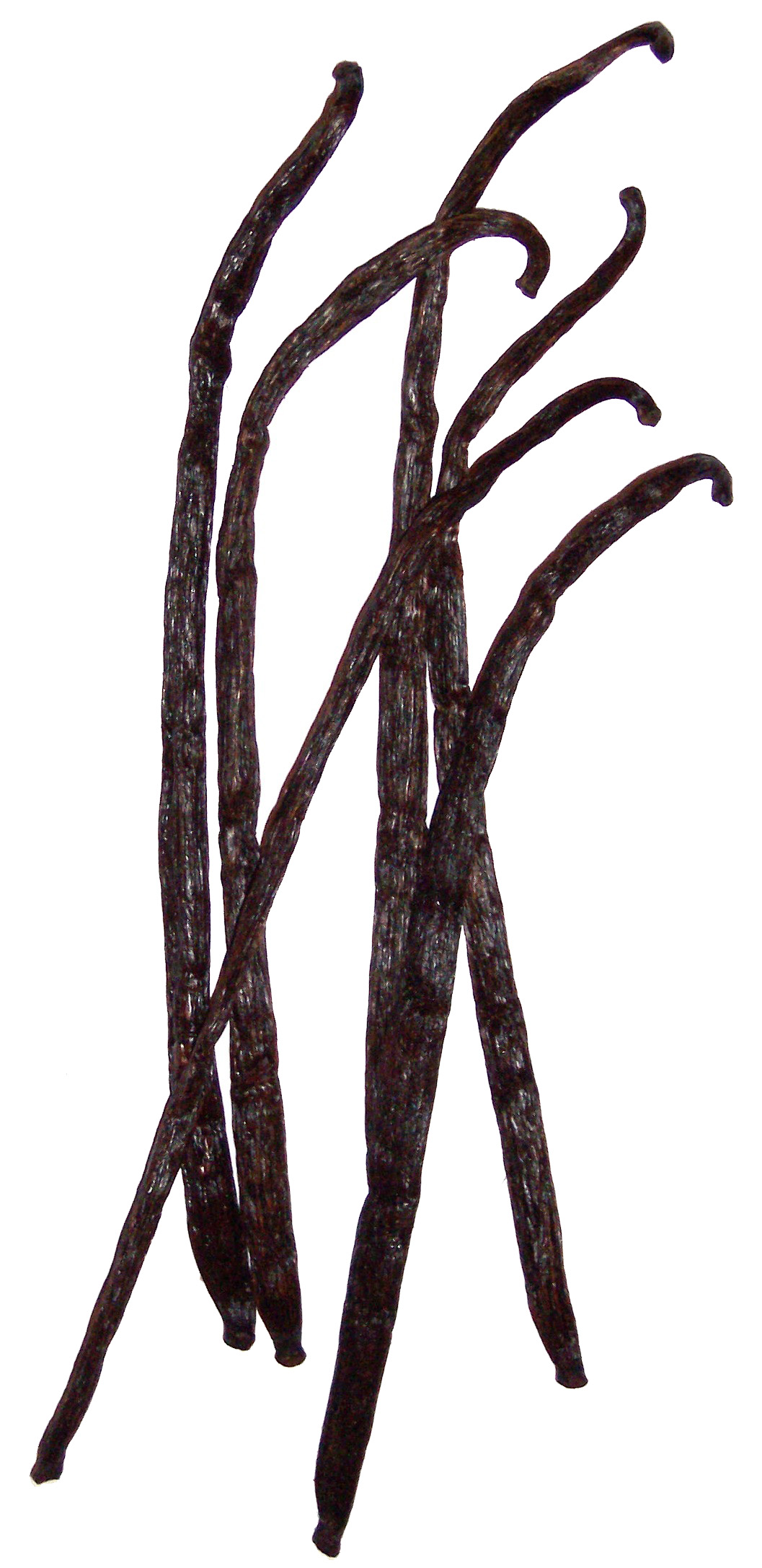
Quả vani khô
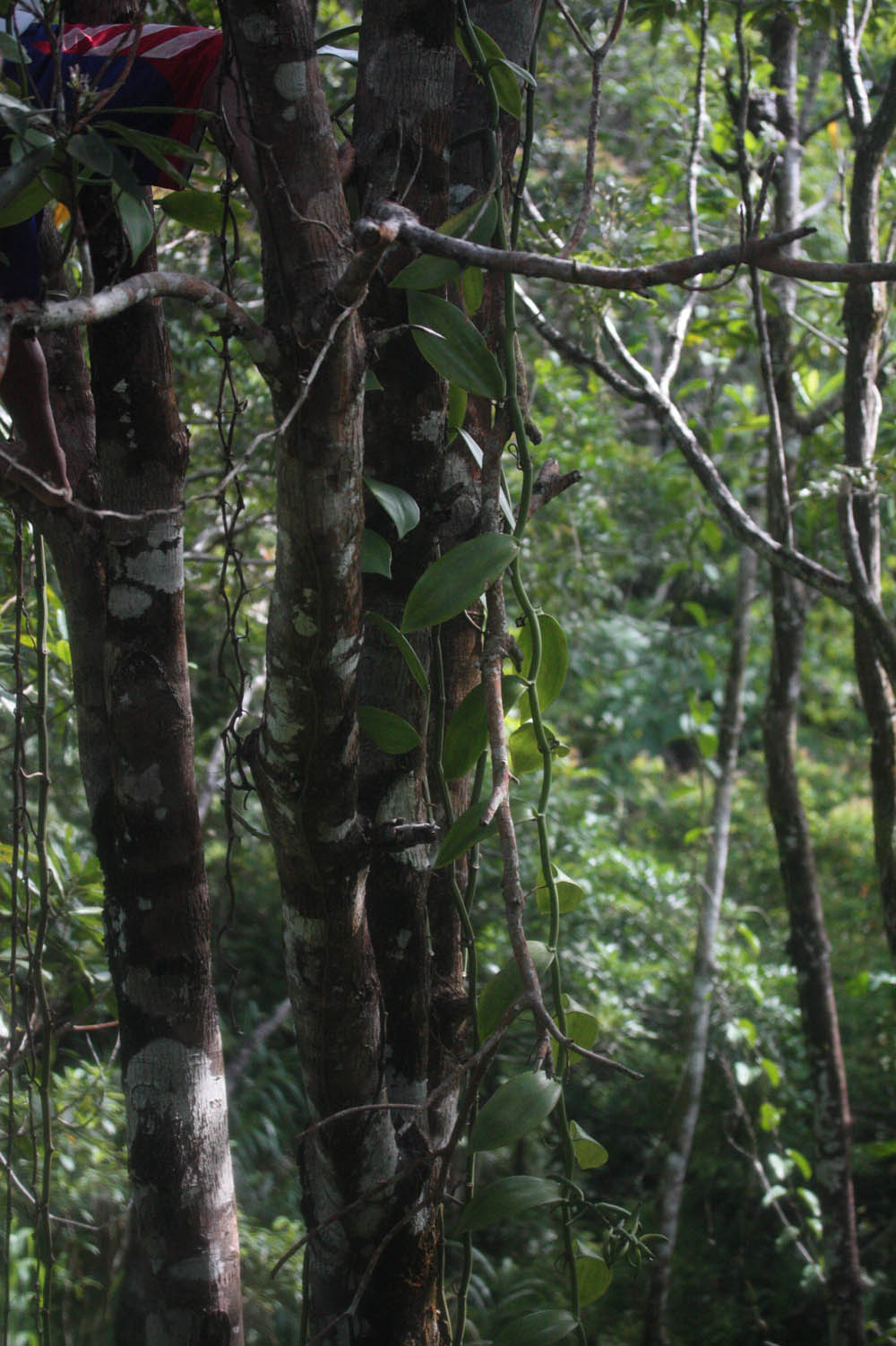

## Danh mục
Chi  Vanilla  bao gồm hơn 100 loài, trong đó có khoảng 15 loài có trái cây có mùi thơm. Dưới đây là một danh sách:
| - Vanilla abundiflora - Vanilla acuminata - Vanilla africana - Vanilla albida - Vanilla andamanica - Vanilla angustipetala - Vanilla annamica - Vanilla aphylla - Vanilla appendiculata - Vanilla bahiana - Vanilla barbellata - Vanilla bertoniensis - Vanilla bicolor - Vanilla borneensis - Vanilla bradei - Vanilla calopogon - Vanilla calyculata - Vanilla carinata - Vanilla chalotii - Vanilla chamissonis - Vanilla claviculata - Vanilla columbiana - Vanilla coursii - Vanilla crenulata - Vanilla cristagalli - Vanilla cucullata | - Vanilla decaryana - Vanilla diabolica - Vanilla dilloniana - Vanilla dubia - Vanilla dungsii - Vanilla edwallii - Vanilla fimbriata - Vanilla francoisii - Vanilla gardneri - Vanilla giulianettii - Vanilla grandiflora - Vanilla grandifolia - Vanilla griffithii - Vanilla guianensis - Vanilla hallei - Vanilla hamata - Vanilla hartii - Vanilla havilandii - Vanilla helleri - Vanilla heterolopha - Vanilla hostmannii - Vanilla humblotii - Vanilla imperialis - Vanilla inodora - Vanilla insignis - Vanilla kaniensis | - Vanilla kempteriana - Vanilla kinabaluensis - Vanilla madagascariensis - Vanilla methonica - Vanilla mexicana - Vanilla montana - Vanilla moonii - Vanilla nigerica - Vanilla ochyrae - Vanilla odorata - Vanilla organensis - Vanilla ovalis - Vanilla ovata - Vanilla palembanica - Vanilla palmarum - Vanilla parvifolia - Vanilla penicillata - Vanilla perrieri - Vanilla phaeantha - Vanilla phalaenopsis - Vanilla pittieri - Vanilla planifolia (Cây leo Vani thật) - Vanilla platyphylla - Vanilla poitaei | - Vanilla polylepis - Vanilla pompona - Vanilla ramificans - Vanilla ramosa - Vanilla ribeiroi - Vanilla roscheri - Vanilla ruiziana - Vanilla sanjappae - Vanilla savannarum - Vanilla schwackeana - Vanilla seranica - Vanilla seretii - Vanilla siamensis - Vanilla somai - Vanilla sprucei - Vanilla sumatrana - Vanilla tahitensis - Vanilla trigonocarpa - Vanilla utteridgei - Vanilla vellozii - Vanilla walkeriae - Vanilla wariensis - Vanilla wightii - Vanilla yersiniana - Vanilla zanzibarica |